# Médecin inspecteur régional du travail et de la main-d'œuvre
En France, le médecin inspecteur régional du travail et de la main-d'œuvre (MIRTMO) est un médecin exerçant une activité de conseil, d'appui technique et d'expertise auprès de la Direction régionale des entreprises, de la concurrence, de la consommation, du travail et de l'emploi (DIRECCTE).
Les MIRT sont des médecins du travail, inscrits sur une liste d'aptitude par une commission dépendant du ministère du Travail (commission ad'hoc) et recrutés par une DIRECCTE pour un contrat à durée indéterminée (statut de contractuel de l'État).
Ils suivent une formation initiale de dix semaines à l'EHESP, ainsi qu'une formation continue (délivrée par la Direction Générale du Travail, l'Inspection Médicale Centrale, et tout organisme ayant une légitimité dans le domaine de la santé au travail).

## Missions
Les MIRT exercent une action permanente en vue de la protection de la santé physique et mentale des travailleurs au lieu de leur travail.
L’objectif unique de cette action est la protection de la santé des travailleurs au lieu de leur travail.
Pour ce faire, ils disposent de moyens : les pouvoirs et les obligations des inspecteurs du travail sont étendus aux médecins inspecteurs à l’exception du pouvoir de sanction (L.8123-2 du Code du travail). D’autre part, ils sont autorisés à faire des prélèvements à fin d’analyses.

### Action de contrôle
Leur action porte en particulier sur l’organisation et le fonctionnement des services médicaux du travail. Par ailleurs, en contact immédiat et permanent avec les services de l’inspection du travail et en liaison avec les comités techniques des caisses de sécurité sociale, ils doivent veiller à l’application de la réglementation relative à la santé au travail.
1.1 – Avis donnés par le médecin inspecteur
Cette action s’exerce notamment dans le cadre des avis donnés par le médecin inspecteur aux DIRECCTE et aux inspecteurs du travail ; avis qui sont prévus par la loi et le règlement.
Avis donnés aux DIRECCTE : agrément des services de santé au travail, détermination de la compétence géographique ou professionnelle des secteurs, retraits d’agrément des services ou des secteurs, dérogations. Politique Régionale d'Agrément.
Avis donnés aux Inspecteurs du Travail lors de difficultés ou de désaccords : nomination, licenciement des médecins du travail. Les contestations portant sur les propositions faites par le médecin du travail au titre de l’article L.4624-1 ont été supprimées par la réforme de la Loi du 8 août 2016; actuellement, l'article L.4624-7 CT stipule que ce contentieux est du ressort des Conseils Prud’homaux et que le MIRT en est l'unique "expert". Également législation sur les emplois réservés et les handicapés, prélèvements et mesures demandés par les médecins du travail, examens médicaux dans les entreprises.
De quelle nature est l’avis demandé au médecin inspecteur ?
L’avis donné par le médecin inspecteur au DIRECCTE ou à l’Inspecteur du Travail est un avis d’expert médical qui doit non seulement porter sur l’application correcte de la législation et de la réglementation relative à la médecine du travail et à la santé au travail mais également sur la qualité de la prestation obtenue par l’application des normes en matière de protection de la santé des salariés.
L'avis demandé par les Conseils Prud'homaux relève plus de l'expertise sans en être une véritablement.

### Observations d’ordre technique
Les médecins inspecteurs ont la faculté d’adresser des observations d’ordre technique aux services médicaux et aux services de santé au travail.
L’objet de cette information est de permettre aux instances représentatives des salariés d’exercer en pleine connaissance de cause le pouvoir de surveillance qui leur est reconnu par la réglementation, notamment pour tout ce qui concerne l’organisation et le fonctionnement du service médical.

### Contrôle des titres des médecins du travail
Chaque médecin du travail est tenu de communiquer ses titres auprès de l’inspection médicale compétente, dans le mois qui suit son entrée en fonction dans un service de santé au travail.
Cet enregistrement permet au médecin inspecteur de contrôler les diplômes détenus par le médecin du travail lui donnant l’autorisation d’exercer la médecine du travail. Il pourra également, à cette occasion, exercer la mission d’information à laquelle il est tenu auprès de ce médecin.

### Veille sanitaire. Risques professionnels. Affections professionnelles
Les médecins inspecteurs participent à la veille sanitaire au bénéfice des travailleurs.
Ils sont chargés de l’étude des risques professionnels et de leur prévention et de la prévention des affections professionnelles.
- Veille sanitaire : collaboration avec Santé Publique France
- Alerte : transmission d’informations sur des problèmes de santé particuliers (Groupe d'Alerte Sanitaire au Travail, GAST).
- Animation et/ou conduite d’enquêtes nationales (SUMER) ou locales (MCP/Evrest) en santé au travail.

### Le médecin inspecteur concourt à l’ensemble des missions des services déconcentrés de l'État
- Participation à l’élaboration et à la mise en œuvre de la politique régionale travail

Dans ce cadre, l’inspection médicale régionale sera porteuse d’une synthèse globale représentant sa vision de la situation de la santé au travail dans la région et sa perception des priorités d’action. Cette synthèse sera élaborée par les médecins inspecteurs à partir de leurs multiples sources d’information et de réflexion :
- observations faites à l’occasion des actions conjointes avec les agents de contrôle ; à l’occasion des enquêtes menées pour répondre aux diverses demandes d’avis réglementairement prévues ;

- réflexions tirées de leur analyse des statistiques AT/MP ainsi que de leur participation aux comités régionaux de reconnaissance des maladies professionnelles ;

- étude des rapports annuels des médecins du travail ;

- informations et enseignements qu’ils retirent du volet de leur activité consacré à l’animation des services de santé au travail ;

- etc.

Pour chacun des thèmes retenus sur le plan régional, d’un état des lieux établi du point de vue des médecins inspecteurs, et comportant, dans toute la mesure du possible :
- leur sentiment global et leur avis sur les priorités ;

- l’entrée spécifique services de santé au travail ;

- les actions déjà engagées, celles qui ont été envisagées et les freins qu’elles ont rencontrés, les propositions d’actions nouvelles.

• D’une participation pleine et entière au débat, ainsi qu’à la mise au point des projets et à la construction des indicateurs.
3.2 – Le médecin inspecteur est chargé de l’étude des risques professionnels et de leur prévention.

### Expert en santé au travail pour d’autres institutions
Le médecin inspecteur du travail est médecin expert au sein des Comités régionaux de reconnaissance des maladies professionnelles (CRRMP).
Cette mission lui est confiée par le Code de la sécurité sociale.
Sa participation est prévue aussi aux Comités Techniques paritaires de la sécurité sociale.

### Santé publique
- Ils peuvent être acteurs de la coordination régionale par leur connaissance du terrain (état des lieux en matière de santé des salariés), leur rôle d’appui technique aux médecins du travail et leur qualité de médecins.

Les médecins inspecteurs pourraient être un lien entre les médecins du travail et les services de santé publique, ils sont devenus des acteurs majeurs des plans régionaux de santé au travail (PRST), ils participent aux conseils régionaux d'orientation des conditions de travail (CROCT), et peuvent participer à un éventuel comité scientifique régional, etc.
Ces liens se sont souvent déjà mis en place dans les régions.
Ils sont tout autant le conseiller du salarié, de l'employeur, de l'administration, mais toujours dans le respect du secret médical et de la déontologie du Système de l'Inspection du Travail.